# اقتصاد جهانی
اقتصاد جهانی (به انگلیسی: World economy) اقتصاد مربوط به همه انسان‌های جهان است. اقتصاد جهانی به نظام اقتصادی کل کشورها گفته می‌شود و شامل کلیه فعالیت‌های اقتصادی انجام‌شده در داخل و بین ملت‌ها است، از جمله: تولید، مصرف، مدیریت اقتصادی، کار در حالت کلی، مبادله ارزش‌های مالی و تجارت کالا و خدمات. در برخی زمینه‌ها، این دو اصطلاح «بین‌المللی» یا «اقتصاد جهانی» متمایز هستند که به‌طور جداگانه اندازه‌گیری می‌شوند و از اقتصادهای ملی متمایز می‌شوند، در حالی که «اقتصاد جهانی» صرفاً مجموعه‌ای از اندازه‌گیری‌های کشورهای جداگانه است. فراتر از حداقل استاندارد مربوط به ارزش در تولید، استفاده و مبادله، تعاریف، بازنمایی‌ها، مدل‌ها و ارزش گذاری‌های اقتصاد جهانی بسیار متفاوت است. اقتصاد جهانی از جغرافیا و اکولوژی سیاره زمین جدایی ناپذیر است.
معمول است که سؤالات اقتصاد جهانی را منحصراً به فعالیت اقتصادی انسان محدود کنند و اقتصاد جهانی معمولاً از نظر «پولی» مورد قضاوت قرار می‌گیرد، حتی در مواردی که در آن بازار کارآمدی برای کمک به ارزیابی کالاها یا خدمات خاص وجود ندارد، یا در مواردی که فقدان تحقیقات مستقل، داده‌های واقعی یا همکاری دولت، تعیین ارقام را دشوار می‌کند. نمونه‌های بارز آن مواد مخدر غیرقانونی و سایر کالاهای بازار سیاه هستند که با هر معیاری بخشی از اقتصاد جهانی هستند، اما طبق تعریف هیچ بازار قانونی برای آنها وجود ندارد.
با این حال، حتی در مواردی که بازار شفاف و کارآمدی برای ایجاد ارزش پولی وجود دارد، اقتصاددانان معمولاً از نرخ ارز رسمی یا فعلی برای تبدیل واحدهای پولی این بازار به یک واحد مجزا در اقتصاد جهانی استفاده نمی‌کنند چرا که نرخ ارزها معمولاً ارزش جهانی را دقیقاً منعکس نمی‌کند، به عنوان مثال در مواردی که حجم یا قیمت معاملات به دقت توسط دولت تنظیم می‌شود.
در عوض، ارزش‌یابی بازار در یک ارز محلی معمولاً با استفاده از ایده قدرت خرید به یک واحد پولی تبدیل می‌شوند. در بخش‌های آمده در این مقاله نیز از این روش استفاده شده‌است، که برای تخمین فعالیت اقتصادی جهان بر حسب دلار واقعی ایالات متحده یا یورو استفاده می‌شود. با این حال، اقتصاد جهانی را می‌توان به روش‌های بسیار بیشتری ارزیابی و بیان کرد.
به گفته مدیسون، تا اواسط قرن نوزدهم، تولید جهانی تحت سلطه چین و هند بود. امواج انقلاب صنعتی در اروپای غربی و آمریکای شمالی، سهم‌ها را به نیمکره غربی منتقل کرد. در سال ۲۰۲۱، ۱۷ کشور یا گروه زیر به اقتصاد حداقل ۲ تریلیون دلار بر اساس تولید ناخالص داخلی نامی یا PPP رسیده‌اند: برزیل، کانادا، چین، فرانسه، آلمان، هند، اندونزی، ایتالیا، ژاپن، کره جنوبی، مکزیک، روسیه، اسپانیا، ترکیه، بریتانیا، ایالات متحده آمریکا و اتحادیه اروپا.

## کلیات

### بیست اقتصاد بزرگ جهان بر اساس تولید ناخالص داخلی اسمی
| در زیر لیستی از بیست اقتصاد بزرگ بر اساس تولید ناخالص داخلی اسمی در اوج ارزش در سال خاص طبق داده‌های صندوق بین‌المللی پول آمده‌است. | در زیر لیستی از بیست اقتصاد بزرگ بر اساس تولید ناخالص داخلی اسمی در اوج ارزش در سال خاص طبق داده‌های صندوق بین‌المللی پول آمده‌است. | در زیر لیستی از بیست اقتصاد بزرگ بر اساس تولید ناخالص داخلی اسمی در اوج ارزش در سال خاص طبق داده‌های صندوق بین‌المللی پول آمده‌است. | در زیر لیستی از بیست اقتصاد بزرگ بر اساس تولید ناخالص داخلی اسمی در اوج ارزش در سال خاص طبق داده‌های صندوق بین‌المللی پول آمده‌است. | در زیر لیستی از بیست اقتصاد بزرگ بر اساس تولید ناخالص داخلی اسمی در اوج ارزش در سال خاص طبق داده‌های صندوق بین‌المللی پول آمده‌است. | در زیر لیستی از بیست اقتصاد بزرگ بر اساس تولید ناخالص داخلی اسمی در اوج ارزش در سال خاص طبق داده‌های صندوق بین‌المللی پول آمده‌است. | در زیر لیستی از بیست اقتصاد بزرگ بر اساس تولید ناخالص داخلی اسمی در اوج ارزش در سال خاص طبق داده‌های صندوق بین‌المللی پول آمده‌است. | در زیر لیستی از بیست اقتصاد بزرگ بر اساس تولید ناخالص داخلی اسمی در اوج ارزش در سال خاص طبق داده‌های صندوق بین‌المللی پول آمده‌است. | در زیر لیستی از بیست اقتصاد بزرگ بر اساس تولید ناخالص داخلی اسمی در اوج ارزش در سال خاص طبق داده‌های صندوق بین‌المللی پول آمده‌است. | در زیر لیستی از بیست اقتصاد بزرگ بر اساس تولید ناخالص داخلی اسمی در اوج ارزش در سال خاص طبق داده‌های صندوق بین‌المللی پول آمده‌است. | در زیر لیستی از بیست اقتصاد بزرگ بر اساس تولید ناخالص داخلی اسمی در اوج ارزش در سال خاص طبق داده‌های صندوق بین‌المللی پول آمده‌است. | در زیر لیستی از بیست اقتصاد بزرگ بر اساس تولید ناخالص داخلی اسمی در اوج ارزش در سال خاص طبق داده‌های صندوق بین‌المللی پول آمده‌است. |
| رتبه | ۱۹۸۰ | ۱۹۸۵ | ۱۹۹۰ | ۱۹۹۵ | ۲۰۰۰ | ۲۰۰۵ | ۲۰۱۰ | ۲۰۱۵ | ۲۰۲۰ | ۲۰۲۵ | ۲۰۲۶ |
| --- | --- | --- | --- | --- | --- | --- | --- | --- | --- | --- | --- |
| ۱ | ایالات متحده آمریکا | ایالات متحده آمریکا | ایالات متحده آمریکا | ایالات متحده آمریکا | ایالات متحده آمریکا | ایالات متحده آمریکا | ایالات متحده آمریکا | ایالات متحده آمریکا | ایالات متحده آمریکا | ایالات متحده آمریکا | ایالات متحده آمریکا |
| ۲ | ژاپن | ژاپن | ژاپن | ژاپن | ژاپن | ژاپن | چین | چین | چین | چین | چین |
| ۳ | شوروی | شوروی | آلمان غربی | آلمان | آلمان | آلمان | ژاپن | ژاپن | ژاپن | ژاپن | ژاپن |
| ۴ | آلمان غربی | آلمان غربی | فرانسه | فرانسه | بریتانیا | بریتانیا | آلمان | آلمان | آلمان | آلمان | آلمان |
| ۵ | فرانسه | فرانسه | بریتانیا | بریتانیا | فرانسه | چین | بریتانیا | بریتانیا | بریتانیا | هند | هند |
| ۶ | بریتانیا | بریتانیا | شوروی | ایتالیا | ایتالیا | فرانسه | فرانسه | فرانسه | فرانسه | بریتانیا | بریتانیا |
| ۷ | ایتالیا | ایتالیا | ایتالیا | برزیل | چین | ایتالیا | ایتالیا | برزیل | هند | فرانسه | فرانسه |
| ۸ | چین | کانادا | کانادا | چین | برزیل | کانادا | برزیل | ایتالیا | برزیل | برزیل | کانادا |
| ۹ | کانادا | چین | ایران | اسپانیا | کانادا | اسپانیا | روسیه | روسیه | ایتالیا | ایتالیا | ایتالیا |
| ۱۰ | آرژانتین | مکزیک | اسپانیا | کانادا | مکزیک | کره جنوبی | هند | هند | روسیه | کانادا | برزیل |
| ۱۱ | اسپانیا | هند | چین | ایران | اسپانیا | برزیل | اسپانیا | کانادا | کانادا | روسیه | کره جنوبی |
| ۱۲ | مکزیک | آرژانتین | برزیل | کره جنوبی | کره جنوبی | مکزیک | کانادا | اسپانیا | کره جنوبی | کره جنوبی | روسیه |
| ۱۳ | هلند | اسپانیا | هند | مکزیک | ایران | هند | استرالیا | استرالیا | اسپانیا | استرالیا | استرالیا |
| ۱۴ | هند | برزیل | استرالیا | هلند | هند | روسیه | کره جنوبی | کره جنوبی | استرالیا | اسپانیا | اسپانیا |
| ۱۵ | برزیل | استرالیا | هلند | استرالیا | هلند | استرالیا | مکزیک | مکزیک | مکزیک | مکزیک | اندونزی |
| ۱۶ | عربستان سعودی | هلند | مکزیک | هند | روسیه | هلند | هلند | ترکیه | اندونزی | اندونزی | مکزیک |
| ۱۷ | استرالیا | عربستان سعودی | کره جنوبی | سوئیس | استرالیا | ایران | ترکیه | هلند | ترکیه | ایران | ایران |
| ۱۸ | سوئد | ایران | سوئیس | روسیه | سوئیس | ترکیه | اندونزی | اندونزی | هلند | هلند | ترکیه |
| ۱۹ | بلژیک | سوئد | سوئد | آرژانتین | آرژانتین | سوئیس | سوئیس | عربستان سعودی | ایران | ترکیه | هلند |
| ۲۰ | سوئیس | بلژیک | آرژانتین | بلژیک | تایوان | سوئد | ایران | سوئیس | عربستان سعودی | تایوان | تایوان |

### بیست اقتصاد بزرگ جهان بر اساس تولید ناخالص داخلی (PPP)
| فهرست بیست اقتصاد بزرگ بر اساس تولید ناخالص داخلی بر اساس برابری قدرت خرید در اوج ارزش در سال خاص طبق داده‌های صندوق بین‌المللی پول و کتاب اطلاعات جهانی سیا. | فهرست بیست اقتصاد بزرگ بر اساس تولید ناخالص داخلی بر اساس برابری قدرت خرید در اوج ارزش در سال خاص طبق داده‌های صندوق بین‌المللی پول و کتاب اطلاعات جهانی سیا. | فهرست بیست اقتصاد بزرگ بر اساس تولید ناخالص داخلی بر اساس برابری قدرت خرید در اوج ارزش در سال خاص طبق داده‌های صندوق بین‌المللی پول و کتاب اطلاعات جهانی سیا. | فهرست بیست اقتصاد بزرگ بر اساس تولید ناخالص داخلی بر اساس برابری قدرت خرید در اوج ارزش در سال خاص طبق داده‌های صندوق بین‌المللی پول و کتاب اطلاعات جهانی سیا. | فهرست بیست اقتصاد بزرگ بر اساس تولید ناخالص داخلی بر اساس برابری قدرت خرید در اوج ارزش در سال خاص طبق داده‌های صندوق بین‌المللی پول و کتاب اطلاعات جهانی سیا. | فهرست بیست اقتصاد بزرگ بر اساس تولید ناخالص داخلی بر اساس برابری قدرت خرید در اوج ارزش در سال خاص طبق داده‌های صندوق بین‌المللی پول و کتاب اطلاعات جهانی سیا. | فهرست بیست اقتصاد بزرگ بر اساس تولید ناخالص داخلی بر اساس برابری قدرت خرید در اوج ارزش در سال خاص طبق داده‌های صندوق بین‌المللی پول و کتاب اطلاعات جهانی سیا. | فهرست بیست اقتصاد بزرگ بر اساس تولید ناخالص داخلی بر اساس برابری قدرت خرید در اوج ارزش در سال خاص طبق داده‌های صندوق بین‌المللی پول و کتاب اطلاعات جهانی سیا. | فهرست بیست اقتصاد بزرگ بر اساس تولید ناخالص داخلی بر اساس برابری قدرت خرید در اوج ارزش در سال خاص طبق داده‌های صندوق بین‌المللی پول و کتاب اطلاعات جهانی سیا. | فهرست بیست اقتصاد بزرگ بر اساس تولید ناخالص داخلی بر اساس برابری قدرت خرید در اوج ارزش در سال خاص طبق داده‌های صندوق بین‌المللی پول و کتاب اطلاعات جهانی سیا. | فهرست بیست اقتصاد بزرگ بر اساس تولید ناخالص داخلی بر اساس برابری قدرت خرید در اوج ارزش در سال خاص طبق داده‌های صندوق بین‌المللی پول و کتاب اطلاعات جهانی سیا. | فهرست بیست اقتصاد بزرگ بر اساس تولید ناخالص داخلی بر اساس برابری قدرت خرید در اوج ارزش در سال خاص طبق داده‌های صندوق بین‌المللی پول و کتاب اطلاعات جهانی سیا. |
| Rank | ۱۹۸۰ | ۱۹۸۵ | ۱۹۹۰ | ۱۹۹۵ | ۲۰۰۰ | ۲۰۰۵ | ۲۰۱۰ | ۲۰۱۵ | ۲۰۲۰ | ۲۰۲۵ | ۲۰۲۶ |
| --- | --- | --- | --- | --- | --- | --- | --- | --- | --- | --- | --- |
| ۱ | ایالات متحده آمریکا | ایالات متحده آمریکا | ایالات متحده آمریکا | ایالات متحده آمریکا | ایالات متحده آمریکا | ایالات متحده آمریکا | ایالات متحده آمریکا | ایالات متحده آمریکا | چین | چین | چین |
| ۲ | شوروی | شوروی | شوروی | ژاپن | چین | چین | چین | چین | ایالات متحده آمریکا | ایالات متحده آمریکا | ایالات متحده آمریکا |
| ۳ | ژاپن | ژاپن | ژاپن | چین | ژاپن | ژاپن | هند | هند | هند | هند | هند |
| ۴ | آلمان غربی | آلمان غربی | آلمان غربی | آلمان | آلمان | هند | ژاپن | ژاپن | ژاپن | ژاپن | ژاپن |
| ۵ | ایتالیا | ایتالیا | ایتالیا | روسیه | هند | آلمان | آلمان | آلمان | آلمان | آلمان | آلمان |
| ۶ | فرانسه | فرانسه | فرانسه | هند | فرانسه | روسیه | روسیه | روسیه | روسیه | روسیه | روسیه |
| ۷ | برزیل | برزیل | چین | ایتالیا | ایتالیا | فرانسه | برزیل | برزیل | اندونزی | اندونزی | اندونزی |
| ۸ | بریتانیا | بریتانیا | برزیل | فرانسه | روسیه | برزیل | فرانسه | بریتانیا | برزیل | برزیل | برزیل |
| ۹ | عربستان سعودی | چین | بریتانیا | برزیل | برزیل | بریتانیا | بریتانیا | فرانسه | بریتانیا | فرانسه | بریتانیا |
| ۱۰ | مکزیک | هند | هند | بریتانیا | بریتانیا | ایتالیا | ایتالیا | اندونزی | فرانسه | بریتانیا | فرانسه |
| ۱۱ | هند | مکزیک | مکزیک | مکزیک | مکزیک | مکزیک | اندونزی | ایتالیا | ایتالیا | ترکیه | ترکیه |
| ۱۲ | چین | عربستان سعودی | اسپانیا | اندونزی | اندونزی | اندونزی | مکزیک | مکزیک | مکزیک | مکزیک | مکزیک |
| ۱۳ | اسپانیا | کانادا | کانادا | اسپانیا | اسپانیا | اسپانیا | کره جنوبی | ترکیه | ترکیه | ایتالیا | ایتالیا |
| ۱۴ | کانادا | اسپانیا | اندونزی | عربستان سعودی | کانادا | کانادا | اسپانیا | کره جنوبی | کره جنوبی | کره جنوبی | کره جنوبی |
| ۱۵ | ایران | ایران | عربستان سعودی | کانادا | عربستان سعودی | کره جنوبی | عربستان سعودی | عربستان سعودی | اسپانیا | کانادا | کانادا |
| ۱۶ | اندونزی | اندونزی | ایران | کره جنوبی | کره جنوبی | عربستان سعودی | کانادا | اسپانیا | کانادا | اسپانیا | اسپانیا |
| ۱۷ | آرژانتین | ترکیه | ترکیه | ترکیه | ترکیه | ترکیه | ایران | کانادا | عربستان سعودی | عربستان سعودی | عربستان سعودی |
| ۱۸ | لهستان | استرالیا | استرالیا | ایران | ایران | ایران | ترکیه | ایران | استرالیا | مصر | مصر |
| ۱۹ | هلند | هلند | کره جنوبی | استرالیا | استرالیا | استرالیا | استرالیا | استرالیا | ایران | لهستان | لهستان |
| ۲۰ | ترکیه | آرژانتین | هلند | تایلند | هلند | تایلند | تایوان | تایوان | تایلند | استرالیا | استرالیا |